# Agrimonia pringlei
Agrimonia pringlei är en rosväxtart som beskrevs av Per Axel Rydberg. Agrimonia pringlei ingår i släktet småborrar, och familjen rosväxter. Inga underarter finns listade i Catalogue of Life.